# Kocsis Ernő (festőművész)
Kocsis Ernő (Párkány, 1937. október 22. – 2016. augusztus 14.) festőművész, rajztanár, író, karikaturista.

## Élete
1950–1953 között magántanulóként Bánsághi Vincénél tanult festeni. 1963–1967 között rajztanári oklevelet szerzett a nyitrai Pedagógiai Főiskolán. 1980-ban a prágai Károly Egyetemen szerzett pedagógiai doktorátust. 1986-tól ugyanott a pedagógiai tudományok kandidátusa.
1976-tól a nyitrai Pedagógiai Főiskola rajz tanszékének adjunktusa lett. 1985-ben Ausztriában, Svájcban, Németországban, 1994-ben Hollandiában volt tanulmányutakon.
Több szakmai szervezet tagja volt, például 1995-től a Komáromi Képzőművészek '95 csoporté. Képzőművészet-elméleti és művészetpedagógiai tanulmányokat publikált. Festészetében a tájból merítette művészi inspirációit, de készített absztrakt képeket is. Különösen a dél-szlovákiai, Duna menti síkság és a táj változásai jelennek meg a képein, egyre inkább stilizálva, mértani formákra egyszerűsítve. Több komáromi és környéki középületet díszítenek murális alkotásai. Az utóbbi években karikatúrával is foglalkozott. Szlovákiában és külföldön száznál több egyéni kiállítása volt.
Komáromban élt. 2016. augusztus 18-án helyezték örök nyugalomra a komáromi katolikus temetőben.

## Mestere
Bánsági Vince

## Egyéni kiállítások
- 1972: DMM, Dunaszerdahely;
- 1976: DMM, Komárom (CSZ);
- 1977: Hans-Copi Oberschule Kisgaléria, Berlin;
- 1978: Prága;
- 1981: CSM, Dunaszerdahely;
- 1983: Városi Kultúrház, Nagytapolcsány • Ifjúsági Klub • Komárom (CSZ);
- 1990: GMB, Pozsony;
- 1993: Városi Galéria, Dorog;
- 1994: Honti Galéria, Ipolyság;
- 1997: Galéria, Vác • Jubileumi kiállítás, Nyitra • Komárom (CSZ) (kat.) • Párkány • Ipolyság • Dunaszerdahely • Gúta;
- 1998: Szlovák Kulturális Intézet, Budapest (kat.).

## Válogatott csoportos kiállítások
- 1972-től rendszeresen részt vesz a nyitrai Pedagógia Kar rajz tanszékének kiállításain.
- 1993, 1995, 1997: I., II., III. Pasztell Biennálé, Balassa Bálint Múzeum, Esztergom;
- 1994, 1996: International Art Biennálé, Kairó;
- 1996: Architektúra '96, Pozsony • Szlovákiai és Magyarországi Művészek (MKIT), Magyarok Világszövetsége, Budapest;
- 1997: Más realitás, Esztergom, Pozsony;
- 1998: XVI. Országos Akvarell Biennálé, Tábornokház, Eger.

## Köztéri művei
- Mezőgazdaság (sgraffito, 1974, Csicsó);
- Az ifjúság (sgraffito, 1975, Komárom (SZL), Agrozet);
- Virágzás (kőmozaik, 1979, Komárom (SZL), Ifjúsági Klub);
- Tisztelet a mezőgazdaságnak (kőmozaik, 1983, Keszegfalva, kultúrház);
- Napfény, remény, szeretet (kőmozaik, 1989, Muzsla, esketőterem);
- Szeretet, virágzás (falfestmény, 1993, Komáromfűs, esketőterem).

## Művek közgyűjteményekben
- Archika-art, Homonna
- CSM, Dunaszerdahely
- DMM, Komárom (SZL)
- GU, Érsekújvár
- Hans-Copi Oberschule Kisgaléria, Berlin
- Honti Galéria, Ipolyság
- NG, Nyitra
- Városi Galéria, Párkány.